# Fosa subglacial de Bentley

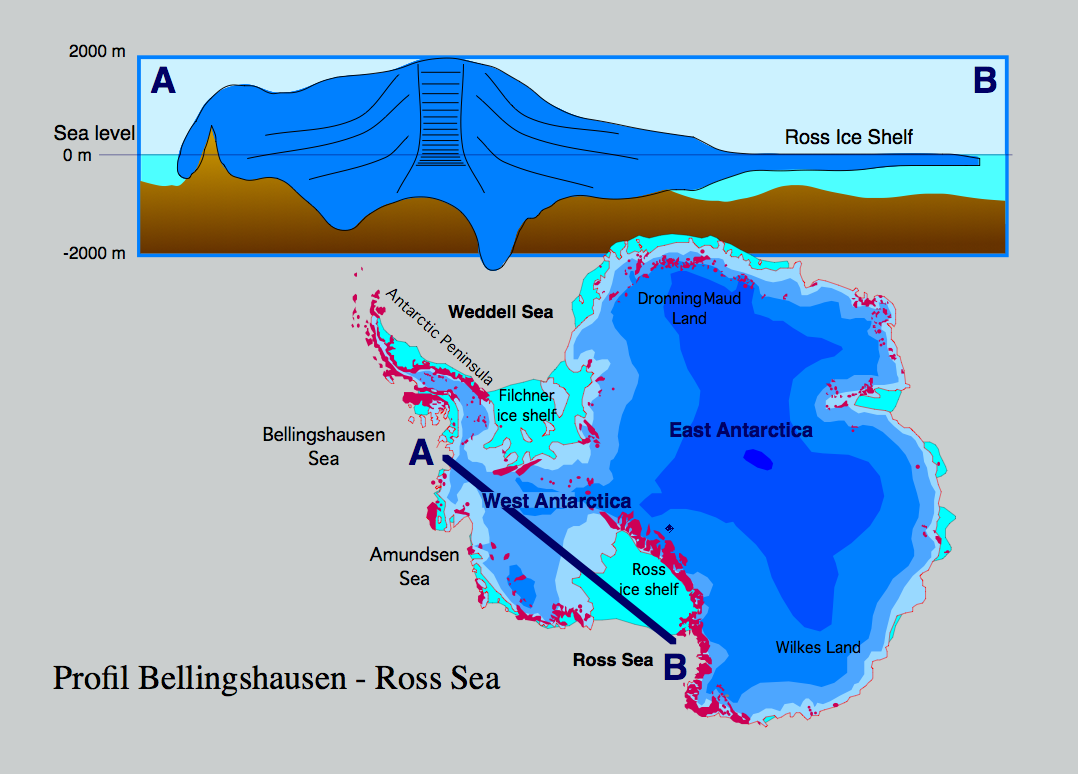
Perfil de la capa de hielo antártica desde el mar de Bellingshausen hasta el mar de Ross.

La fosa subglacial de Bentley es una fosa tectónica totalmente cubierta de hielo, que se encuentra en la Tierra de Marie Byrd (Antártida Occidental). Se sitúa al sur de la cuenca subglacial de Byrd, de la que está separada por un pasaje en el extremo oriental por una cresta subglacial. Desde este pasaje, cerca de los montes Ellsworth, la fosa se extiende hacia el oeste-suroeste a lo largo del flanco septentrional de las tierras altas subglaciales de Ellsworth hasta las coordenadas 81°S 120°O / -81, -120. Con una profundidad máxima de 2496-2540 m bajo nivel del mar (en las coordenadas 80°19′0″S 110°5′0″O / -80.31667, -110.08333) es la fosa no oceánica más profunda del planeta.
Su dimensiones fueron determinadas por mediciones aéreas de sondeo por radar realizadas entre 1967 y 1979 en el marco de un programa conjunto de Instituto Scott de Investigación Polar, Fundación Nacional de Ciencias y Universidad Técnica de Dinamarca. El Comité Consultivo sobre Nomenclatura Antártica lo nombró en honor del geofísico estadounidense Charles R. Bentley (1929-2017), quien descubrió la fosa durante las exploraciones que se llevaron a cabo de 1957 a 1958 desde la base Byrd.
La fosa subglacial de Bentley es la parte más profunda del sistema de rift de la Antártida Occidental, una zona de rift activa que se extiende bajo el mar de Ross, la barrera de hielo de Ross y una parte de la Antártida Occidental, cerca del límite con la Antártida Oriental.